# そごう美術館
そごう美術館（そごうびじゅつかん　SOGO MUSEUM OF ART）は、そごう横浜店内6階にある美術館。
横浜そごう（現そごう横浜店）が1985年（昭和60年）9月30日に開店する際、同時に開館した。百貨店内の博物館としては、日本初の博物館法に基づく施設である。運営は、一般財団法人そごう美術館。
本稿では、姉妹館であった奈良そごう美術館、千葉そごう美術館についても記す。

## 所在地
- 神奈川県横浜市西区高島2－18－1

## 交通アクセス
- 横浜駅下車徒歩3分
- 首都高速神奈川1号横羽線東神奈川出入口から5分

## 奈良そごう美術館
奈良そごう美術館（ならそごうびじゅつかん）は奈良そごう5階に1989年（平成元年）10月2日、同百貨店開業と同時に開館した美術館。そごうグループが破綻し、2000年（平成12年）12月25日に奈良そごうが閉店するに先んじて、前日の12月24日に閉館した。現在、跡地に奈良市美術館が開館している。

## 千葉そごう美術館
千葉そごう美術館（ちばそごうびじゅつかん）は千葉そごう（現そごう千葉店）の10階に存在した美術館。1993年（平成5年）4月27日に千葉そごうが現在地に移転すると同時に開館した。そごうグループの破綻後、2001年（平成13年）4月22日に閉館となった。現在跡地はレストラン街「ダイニングパーク千葉」となっている。